# Kościół św. Michała Archanioła w Starych Siołkowicach
Kościół św. Michała Archanioła – rzymskokatolicki kościół parafialny w Starych Siołkowicach. Świątynia należy do parafii św. Michała Archanioła w Starych Siołkowicach w dekanacie Siołkowice, diecezji opolskiej. Dnia 10 lutego 2011 roku, pod numerem A/145/2011, kościół został wpisany do rejestru zabytków województwa opolskiego.

## Historia kościoła

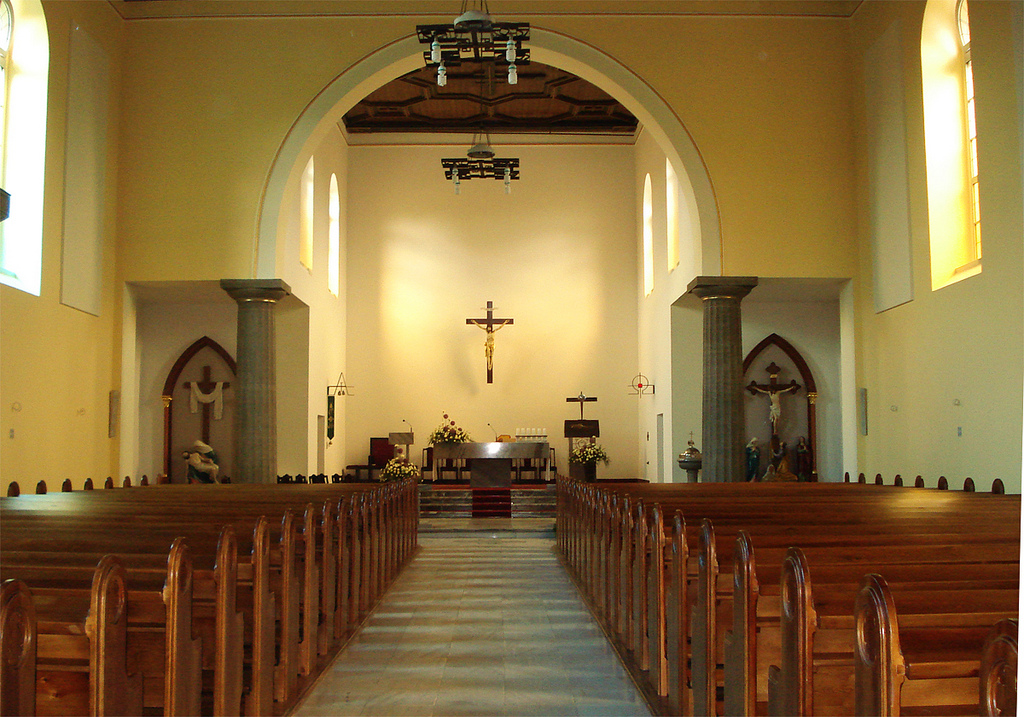
Wnętrze świątyni

Powstanie miejscowości datowane jest na 1387 roku. Pierwotnie kościół parafialny został wybudowany w 1588 roku. Istniał on do 1822 roku. Obecna świątynia istnieje od 1830. Przebudowany w stylu klasycystycznym został w 1933 roku. Jego konsekracji dokonał kardynał A. Bertram w 1934 roku.